# Aneta Kręglicka
Aneta Beata Kręglicka (née le 23 mars 1965 à Szczecin, en Pologne) est un mannequin polonais. En 1989, elle devient la première polonaise à devenir Miss Monde.

## Biographie
Après son baccalauréat, Kręglicka suit les études d'économie à l'Université de Gdańsk. En 1989 elle est élue Miss Pologne, en septembre de la même année elle devient première dauphine au concours Miss International et finalement le 22 novembre 1989, elle est couronnée Miss Monde. Dans les années 1990, et en 1991, elle travaille à New York pour l'agence Wilhelmina, dès son retour en Pologne, elle ouvre une agence de relations publiques ABK Kręglicka. En 2005, elle fonde une société appelée Hannah Hooper.